# 305 mm/45 Model 1906
305 mm/45 Model 1906 е разработено и произвеждано във Франция корабно оръдие с калибър 305 mm. Състои на въоръжение във ВМС на Франция. С тях са въоръжени ескадрените броненосци от типа „Дантон“. Става първото френско тежко оръдие, ознаменуващо оттеглянето на френското военноморско ръководство от тактиката за близък бой с използването на високоскоростни олекотени снаряди. Последващото развитие на това оръдие става артсистемата 305 mm/45 Model 1906-10, с която са въоръжени първите френски дредноути от типа „Курбе“.